# Сказки Кота-Мурлыки
«Сказки Кота-Мурлыки» — книга сказок Николая Вагнера, впервые опубликованная в 1872 году.

## История создания и публикации
«Сказки…» были написаны под влиянием «Полного собрания сказок» Х. К. Андерсена, изданного в середине 1860-х годов и имевшего шумный успех в России. Вагнер вспоминал, что посчитал многие сказки Андерсена слабыми и задался вопросом, сможет ли он написать так же или лучше.
Первое издание книги составили 12 сказок, написанных в течение трех лет. До 1913 года книга выдержала 9 переизданий, причём состав не был постоянным: часть сказок первого издания была исключена из второго, возможно по цензурным соображениям. В других изданиях смешивались «детские» и «взрослые» сказки. Некоторые сказки выходили отдельными книгами. В 1923 году при Советской власти «Сказки Кота-Мурлыки» были изданы 7-тысячным тиражом, затем долгое время не переиздавались. Отдельные сказки печатались в тематических сборниках. Своеобразное «возрождение» Кота-Мурлыки произошло в начале 1990-х годов.

## Перечень сказок
- Абу-Гассан
- Базиль Гранжо (Колесо жизни)
- Без света
- Берёза
- Блинное царство (Масленичная сказка)
- Божья нива
- Великое (Сказка о принце Гайдаре)
- Гулли
- Два вечера
- Два Ивана
- Две стклянки
- Детский театр
- Дядя Бодряй
- Дядя Пуд
- Кардыган
- Клёст (птичья драма)
- Котя
- Курилка
- Любовь великая
- Люций Комоло (восточное предание)
- Майор и сверчок
- Макс и Волчок
- Мила и Нолли
- Новый год
- Папа-пряник
- Песенка земли
- Пимперлэ
- При царе Горохе
- Руф и Руфина
- Сапфир Мирикиевич
- Сказка
- Старый горшок
- Счастье
- Телепень
- Фанни
- Фантасмагория
- Бабушка Макрина Прокоповна
- Себе на уме
- Дедушкино поле
- Царевна Мелина
- Царевна Нанджана (Восточная сказка)
- Чудный мальчик

## Художественные особенности
Сказки Вагнера многое сближает с андерсеновскими произведениями: сюжетные переклички, отражение просветительской веры в приоритет разума, философский и дидактический подтекст, сентиментально-религиозные мотивы. Исследователи находят явные параллели в следующих сказках Вагнера и Андерсена:
- «Курилка» — «Воротничок»
- «Берёза» — «Ель»
- «Пимперлэ» — «Оле-Лукойе»
- «Фанни» — «Девочка со спичками»
- «Сказка»— «Русалочка»
- «Два Ивана» — «Ганс-чурбан»
- «Великое» — «Последняя жемчужина»
- «Чудный мальчик» — «Свинопас»
- «Люций Комоло» — «Самое невероятное» и др.

При этом отечественная литературная критика конца XIX — начала XX века ставила русского сказочника значительно выше за социальную направленность и злободневность. «Сказки Кота-Мурлыки» («Макс и Волчок», «Колесо жизни», «Фанни», «Курилка») использовались в революционной пропаганде народниками.

## Экранизации
В 2006 г. студией Анимос при поддержке Министерства культуры России был выпущен мультфильм «Новогодние фантазии кота Мурлыки» — экранизация сказки «Курилка».